# Villarroya de la Sierra
Pour les articles homonymes, voir Villarroya (homonymie).
Villarroya de la Sierra est une commune d’Espagne, dans la province de Saragosse, communauté autonome d'Aragon comarque de Comunidad de Calatayud.

## Personnalités
- Bernabé Martí (1928-2022), artiste lyrique espagnol.